# Все відбувається вночі
«Все відбувається вночі» (англ. Everything Happens at Night) — американська комедійна драма режисера Ірвінга Каммінгса 1939 року.

## У ролях
- Соня Гені — Луїза
- Рей Мілланд Джеффрі Томпсон
- Роберт Каммінгс — Кен Морган
- Моріс Московіч — доктор Г'юго Норден
- Леонід Кінскі — Гродер
- Алан Дайнгарт — Фред Шервуд
- Фріц Фельд — жандарм
- Джоді Гілберт — Гільда